# Poniki (Sępopol)
Pour les articles homonymes, voir Poniki.
Poniki est un village polonais de la voïvodie de Varmie-Mazurie, dans le powiat de Bartoszyce.